# Semana Santa en Alcañiz
La Semana Santa de Alcañiz es una fiesta de carácter cristiano que conmemora la pasión, muerte y resurrección de Jesucristo. Se celebra entre el Domingo de Ramos y el Domingo de Resurrección, formando parte de la denominada Ruta del Tambor y el Bombo del Bajo Aragón turolense,en la cual el toque multitudinario de Alcañiz, se diferencia de otros pueblos de la Ruta en que se realiza a lo largo de una procesión recorriendo partes de la localidad, sin concentrarse para romper la hora.
Además de los aspectos religiosos, la Semana Santa en Alcañiz está catalogada por el Gobierno de Aragón como patrimonio inmaterial aragonés, por la Unesco como patrimonio cultural inmaterial de la Humanidad, Fiesta de Interés Turístico de Aragón, Fiesta de Interés Turístico Nacional y Fiesta de Interés Turístico Internacional.
Alcañiz es miembro del Consorcio Nacional de los Pueblos del Tambor y el Bombo de España, desde su creación en el año 2000 y participa en las Jornadas Nacionales de Exaltación del Tambor y Bombo.

## Historia

### SigloXVI
Las primeras referencias que hay sobre la Semana Santa son unos escritos de 1589, del Dr. Cristóbal Colón, entonces prior de la colegiata de Alcañiz, en un informe sobre el estado eclesiástico de Alcañiz, en el que hace mención de la existencia de doce cofradías, alguna de ellas remontándose su origen al siglo XIII, pero de carácter profesional o gremial, que en su mayoría estaban más preocupadas por regular los oficios que por la devoción, y solo algunas procesionaban a los conventos; Sin aparecer mención a los tambores y bombos, excepto un único caso de un tamborilero en la capilla de Santa Ana.
Las procesiones de las cofradías se producían a lo largo de todo el año, siendo solo algunas de ellas las que lo hacía en Semana Santa.
En 1598 en Jueves Santo, la cofradía de San José, de carpinteros, realizaba la procesión de la «Sangre de Cristo». En algún momento posterior dicha procesión pasaría a ser realizada por la tercera Orden de San Francisco que se había establecido en Alcañiz en 1579.
Por la tarde de 1598 en Viernes Santo, la cofradía de Santa Ana, de zurradores y zapateros, realizaba la procesión de «Nuestra Señora de la Soledad», siendo la más importante por aquel entonces, estando relacionada con la archiconfraternidad de Nuestra Señora del Confalon de Roma. Es la procesión más antigua de Alcañiz realizándose aún en la actualidad.

### SigloXVII

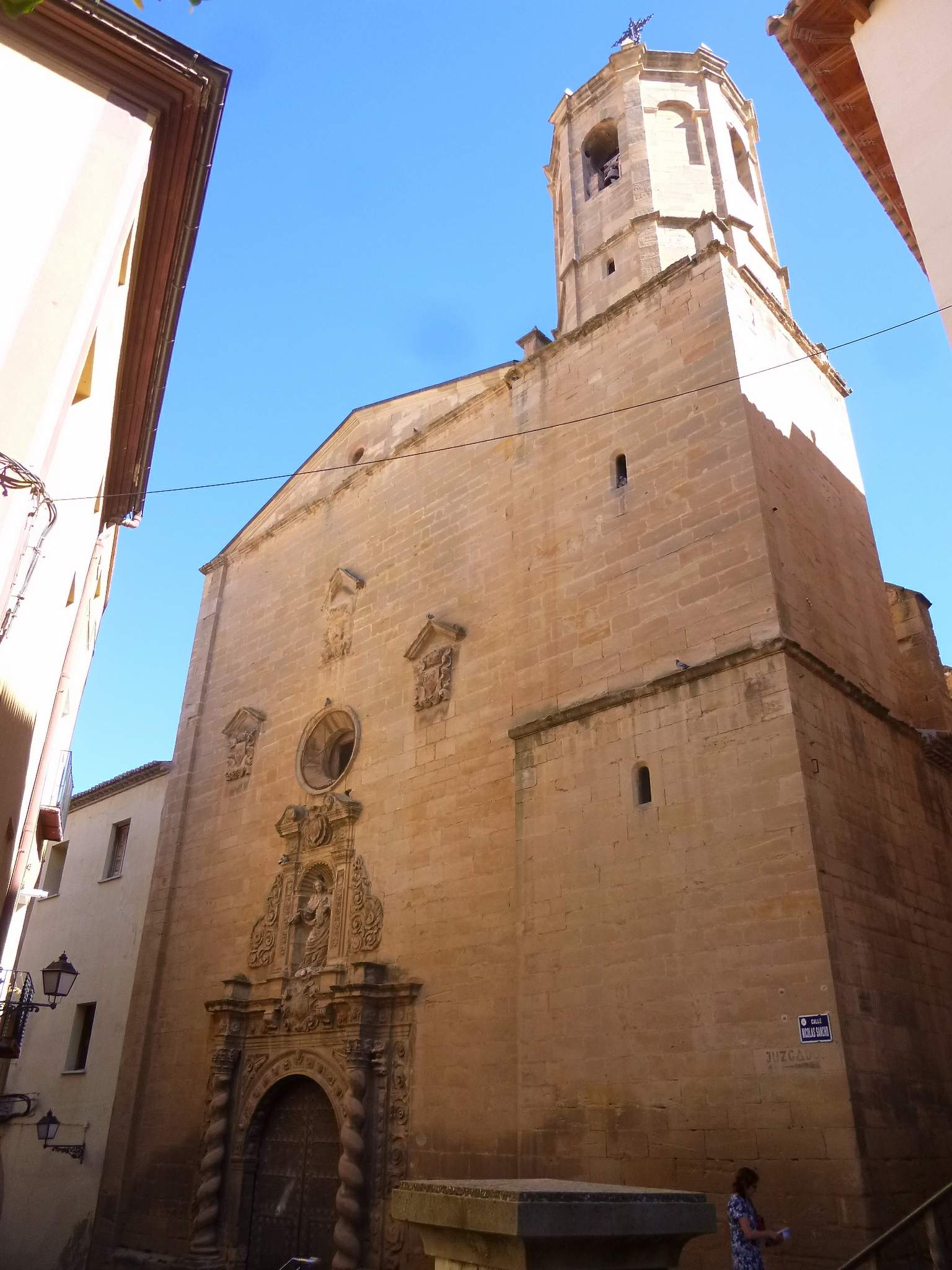
Iglesia del Carmen de donde parte las procesión de la orden desde el

Las principales procesiones por las que es conocido Alcañiz surgen en 1628 se debe a un cuaresmero de la iglesia colegial de Santa María la Mayor, llamado fray Mateo Pestel, quien propuso a la hermandad del Santo Entierro hacer una procesión el 17 de abril de 1678. En aquel entonces se vestía de túnica negra y solo existían tres instrumentos: trompeta, timbal y tres campanas.
En el libro de Clavarios de la parroquia se hace referencia en 1685 a la procesión de Domingo de Resurrección que se realiza al acabar la misa del alba. Dicha procesión se hacía con el Santísimo.
En fecha posterior indeterminada los religiosos del Carmen quisieron realizar el «Encuentro» de dicha imagen con la proveniente de la iglesia del Carmen, que iba metida dentro de una granada, la cual al llegar a la plaza se abría apareciendo la Virgen en presencia de su Hijo.

### SigloXVIII

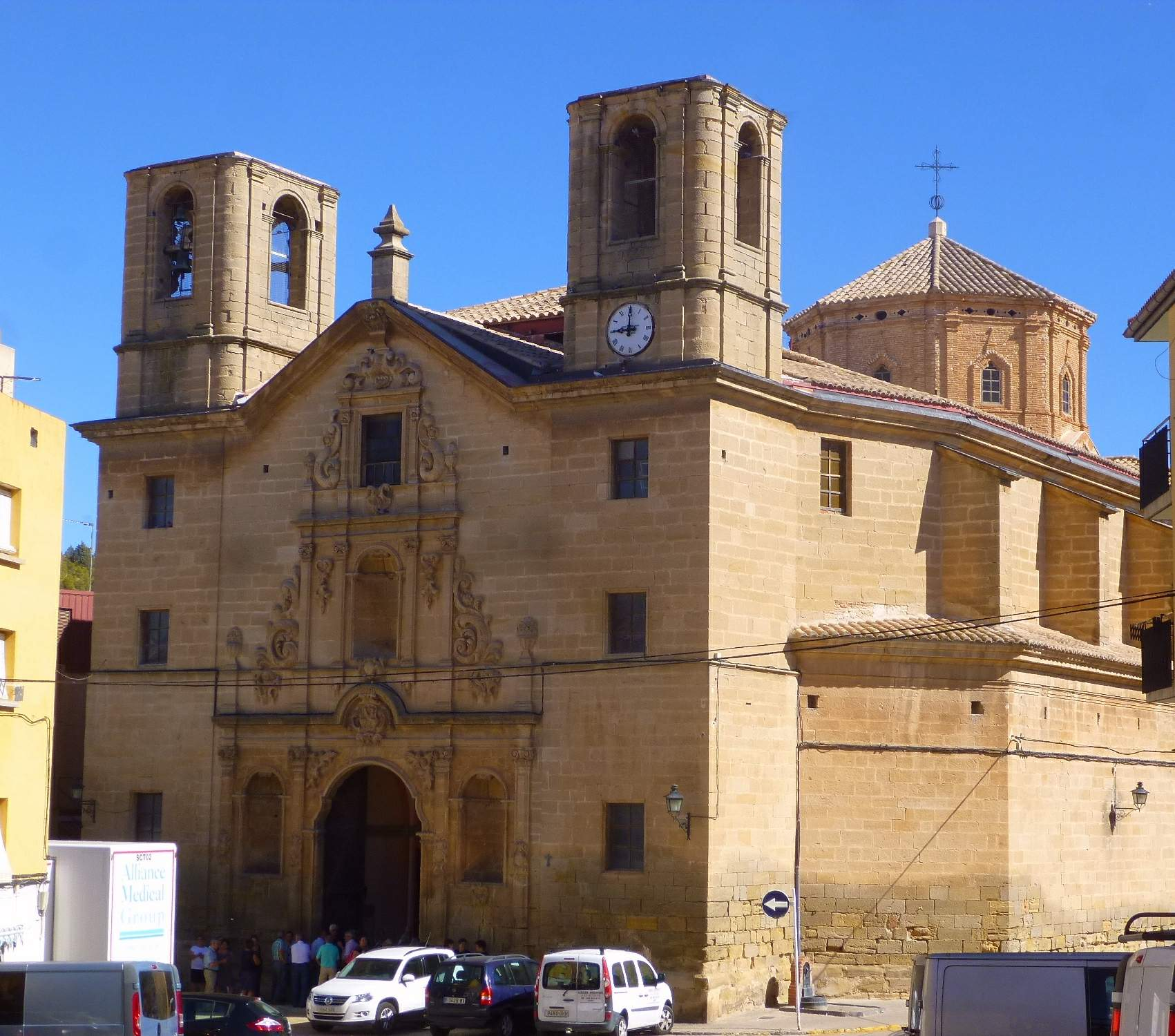
Iglesia de San Francisco de donde partían las procesiones de la orden en el

La orden franciscana era la encargada de realizar desde su iglesia tanto la procesión del «bis-bis» en Lunes Santo, llamada así por el sonido producido por los niños al repetir las palabras «ora pro nobis», como la del «Vía Crucis» o «Encuentro» en Martes Santo, habiéndose realizado esta última por primera vez en 1799.
La procesión del «Santo Entierro» continuó con las tradiciones establecidas en el siglo anterior, hasta principios siglo XVIII salía a las seis de la mañana.La disposición de la procesión se conformó de manera que junto tras los sacerdotes y mayordomos fuesen seis nazarenos con doblera representando los trastornos que sufrió la naturaleza al morir Jesucristo, tales como terremotos, truenos y relámpagos,y años después comenzaría a sumarse a la comitiva habitantes con tambores, y desaparecerían las túnicas negras. Hay algunos historiadores que indican que la forma actual de la procesión se produjo alrededor de 1730, sin embargo la información conservada en el Archivo Municipal de Alcañiz parece indicar que probablemente la procesión se reguló en la forma actual a principios del siglo siglo XIX,como así parecen confirmar los relatores de la época.
El acto del «Descendimiento» se realizaba al menos desde 1743.
En el siglo siglo XVIII se acordó que la presidencia de la procesión de la «Soledad» pasase de los cofrades de Santa Ana al gobierno local.

### SigloXIX
El acto del «Descendimiento» vive su máximo esplendor a principios de siglo pero pierde parte de su fuerza tras la desamortización de Mendizábal.
Antes de la desaparición de la presencia de la orden de San Francisco a mediados de siglo, dejó de celebrarse la procesión de la «Sangre de Cristo» en Jueves Santo. En 1859 ya no se celebraba ninguna procesión el Jueves. 
Tras la desaparición de los franciscanos en 1857, la hermandad del Santo Entierro se hizo cargo de la procesión «bis-bis» y del «Santo Entierro».
La procesión del «Pregón» y del «Santo Entierro» ya tenían la forma de la actual, discurrían a ambos lados de las calles los tambores y por el centro vestidos con túnica negra se portaban estandartes representando escenas bíblicas. En 1862 la hermandad del Santo Entierro adquirió vestiduras romanas para 21 soldados, tres años después mandaron tallar algunos pasos: Jesús en el huerto, Jesús azotado, y Jesús con la cruz. La procesión incluía un esqueleto humano en forma bípeda representando a la muerte, que pese a haber indicios que salía en 1890, dicho esqueleto fue retirado antes de 1898. A la procesión acompañaban entonces el clero, el concejo municipal, el prior, el mayordomo de la cofradía, el coro de la iglesia y soldados romanos.
En 1874 por la guerra carlista quiso suspenderse la procesión pero hubo tanta queja de los alcañizanos que el mando de las tropas decidió permitir la salida y reforzar guardias y centinelas por si el enemigo decidía atacar.
A finales del siglo XIX salía a las seis de la tarde la procesión de la «Soledad», donde procesionnaban cofrades con túnica negra y cirios. A los cofrades acompañaban el clero, miembros del municipio, autoridades civiles y militares.
También hacia mediados de siglo, había noticias que las noches de los viernes, desde las diez de la noche, el pueblo salía con sus tambores a tocar a la calle de manera extraoficial, pese a estar prohibido expresamente por el ayuntamiento en bandos (bajo multa de 100 reales), muchas veces acompañados de latas, carracas, etc. en tono festivo.
En 1890 se puso en práctica la idea de introducir palomas dentro de la granada en la procesión del Domingo de Resurrección, de ahí provino el nombre de procesión de las «Palometas».

### SigloXX
Antes de la guerra civil las procesiones discurrían como a finales del siglo siglo XIX. En la segunda república se prohibieron un año pero debido a que el pueblo no acató la orden, dejaron de prohibirse.
En 1931 se hace referencia a la presencia de pambenditeras, jóvenes ataviadas con trajes regionales, que portan tortas bendecidas en la procesión del «Santo Entierro».
Durante la guerra civil se interrumpieron las procesiones y se produjo la pérdida de algunas imágenes.
A mediados de siglo las procesiones en Alcañiz no gozaban de su mejor momento, con menor presencia de tambores, se salía a la procesión sin túnica debido a las penurias arrastradas de la guerra civil, había rumores de desaparición de la procesión del Lunes Santo, la procesión del Martes Santo gozaba de poca popularidad, la de la «Soledad» cada vez acudían menos hombres, y aunque según las crónicas de Elio Tropo en 1959 aún se celebraba la ceremonia del «Descendimiento» poco después desapareció en fecha desconocida.

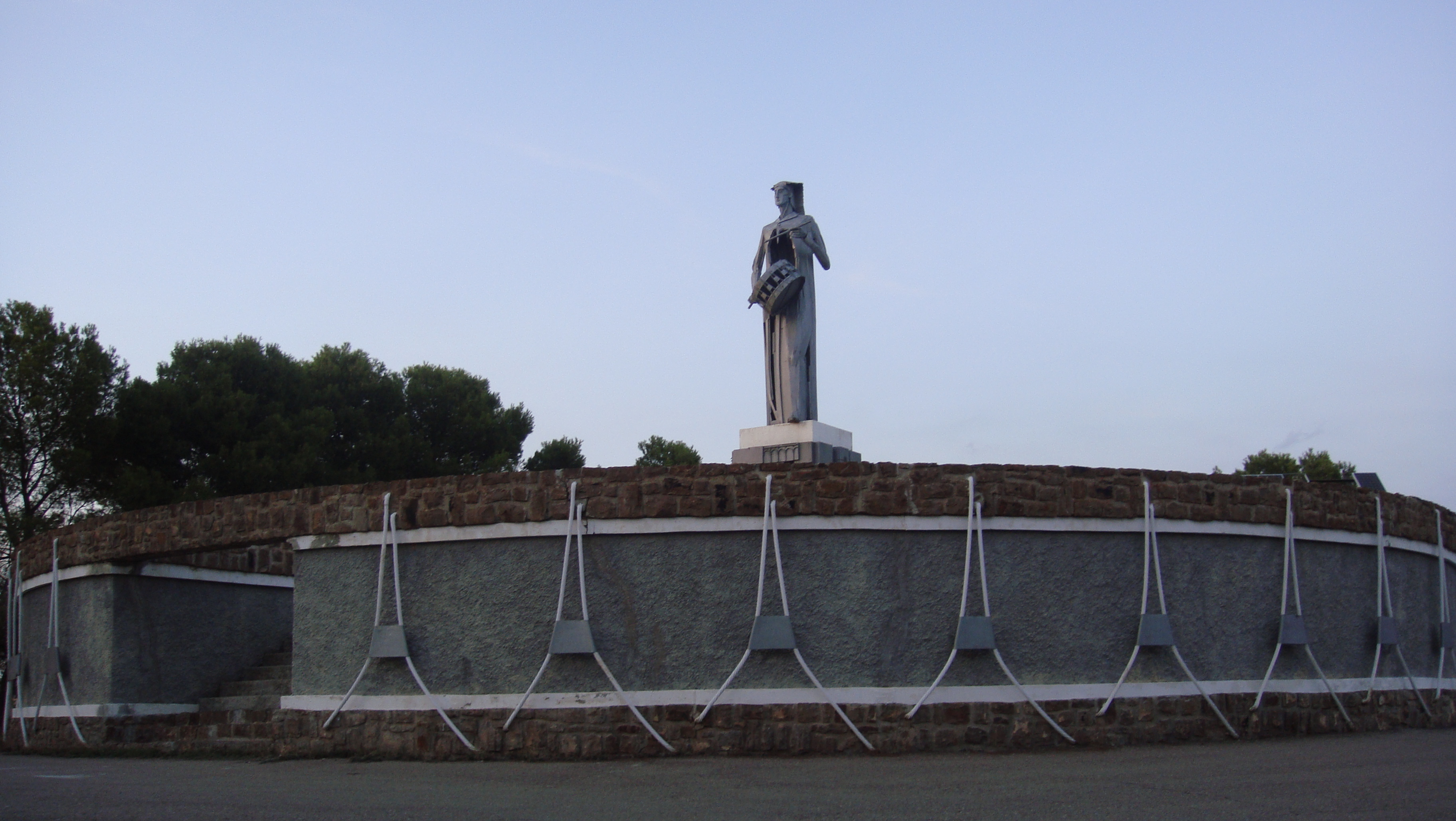
Monumento al tambor

Para mejorar la situación desde Alcañiz se acometieron varias reformas, la primera de ellas fue el volver a establecer como obligatorio el salir a las procesiones con túnica,en 1952 y 1955 se formaron las hermandades del Silencio y Jesús Nazareno respectivamente que venían a llenar Jueves y Miércoles Santo. En 1956 se incluyeron en la procesión del «bis-bis» los llamados «infantes de la Virgen del Encuentro», vestidos con su túnica azul y golilla blanca para tratar de recuperarla.
La gran revitalización experimentada por la Semana Santa bajoaragonesa a partir de los años setenta se debió en gran parte a acciones como en 1968 cambiar el horario del «Santo Entierro» de las 8 de la mañana a las 16 de la tarde para facilitar la asistencia, inaugurar el Monumento al tambor el 6 de julio de 1968, una escultura de José Gonzalvo Vives localizada cerca de la Estanca, próxima a Alcañiz, de 8m de alto que representa un tamborilero situado sobre un tambor de 22m de diámetro, o la más importante para la promoción de las procesiones, la creación el 5 de septiembre de 1970, junto con otros pueblos que tenían similitudes en su concepción de la Semana Santa, de la primera Junta Coordinadora de la ruta con la participación de Andorra, Híjar, Calanda y Alcañiz, para aunar esfuerzos para divulgar y organizar la ruta de los tambores, confeccionando un horario que permitiera a los visitantes compatibilizar los actos. En 1986 la asociación se constituyó legalmente y en la actualidad, los nueve pueblos que conforman la ruta (Albalate del Arzobispo, Alcañiz, Alcorisa, Andorra, Calanda, Híjar, La Puebla de Híjar, Samper de Calanda y Urrea de Gaen) lo hacen bajo la denominación: «Asociación de la Semana Santa, Ruta del Tambor y Bombo».
En 1972 se suspendió la procesión del «bis-bis» del Lunes Santo que ya desde finales del siglo pasado se consideraba una procesión algo irreverente pues era costumbre que los niños, haciendo rima y risas, añadieran tras decir las palabras «bis-bis», la frase «a casa de Molins a comer anís».
En el último tercio de sigo se produjo la incorporación de la mujer a las procesiones. Anteriormente su labor era únicamente de confección y deberes religiosos.

### SigloXXI
En 2001 la Semana Santa en Alcañiz fue catalogada por el Gobierno de Aragón como patrimonio inmaterial aragonés con el número de registro 1-IAL-TER-023-008-119 bajo la denominación «toques de tambores y bombos en el Bajo Aragón».
En enero de 2011, se decidió trasladar el «acto del Pregón» en la procesión del mismo nombre al final de la procesión en lugar de a mitad de procesión, ya que por un corte en vía urbana se hizo así el año anterior y se recibieron felicitaciones por ello.
En 2017 la Junta Suprema de la Semana Santa de Alcañiz decidió introducir la jota en la procesión del «Encuentro», el primero en hacerlo fue el cantador aragonés Julio Latorre, acompañado de un tambor.
En noviembre de 2018 es reconocida por la Unesco como Patrimonio cultural inmaterial de la Humanidad, junto con otras tamborradas, en la decisión 13.COM 10.b.33 del comité intergubernamental.
Durante los años 2020 y 2021 no se celebró ningún acto debido a la pandemia deCOVID-19.
En 2023 se introduce por primera vez la ceremonia de «cese del toque del tambor», el prior del Santo Entierro levantó y bajó su cetrillo para que los tambores cesaran simultáneamente su toque.

## Turismo
La religiosidad de la Semana Santa, aun cuando en las procesiones participan tanto creyentes como no creyentes, se aúna con el aspecto turístico y lúdico de la misma realzado por las masivas bandas de tambores, y bombos en el resto de la Ruta, que en ocasiones choca con la manera de entender o imaginarse la Semana Santa en otras regiones. El ayuntamiento junto con la Junta Suprema de la Semana Santa han dado impulso a la parte turística aumentando los actos anunciados en los folletos turísticos y tratando de hacer los eventos más atractivos para los visitantes.
El 19 de diciembre de 2001 fue declarada Fiesta de Interés Turístico de Aragón.
El 7 de noviembre de 2005 fue declarada Fiesta de Interés Turístico Nacional.
El 23 de mayo de 2014 fue declarada Fiesta de Interés Turístico Internacional.

## Las cofradías
Las personas que pertenecen a cada una de ellas se denominan cofrades. Visten con su característico hábito, portando su correspondiente escudo y cíngulo, y en algunas una medalla o emblema. Las cofradías de Alcañiz son cinco:

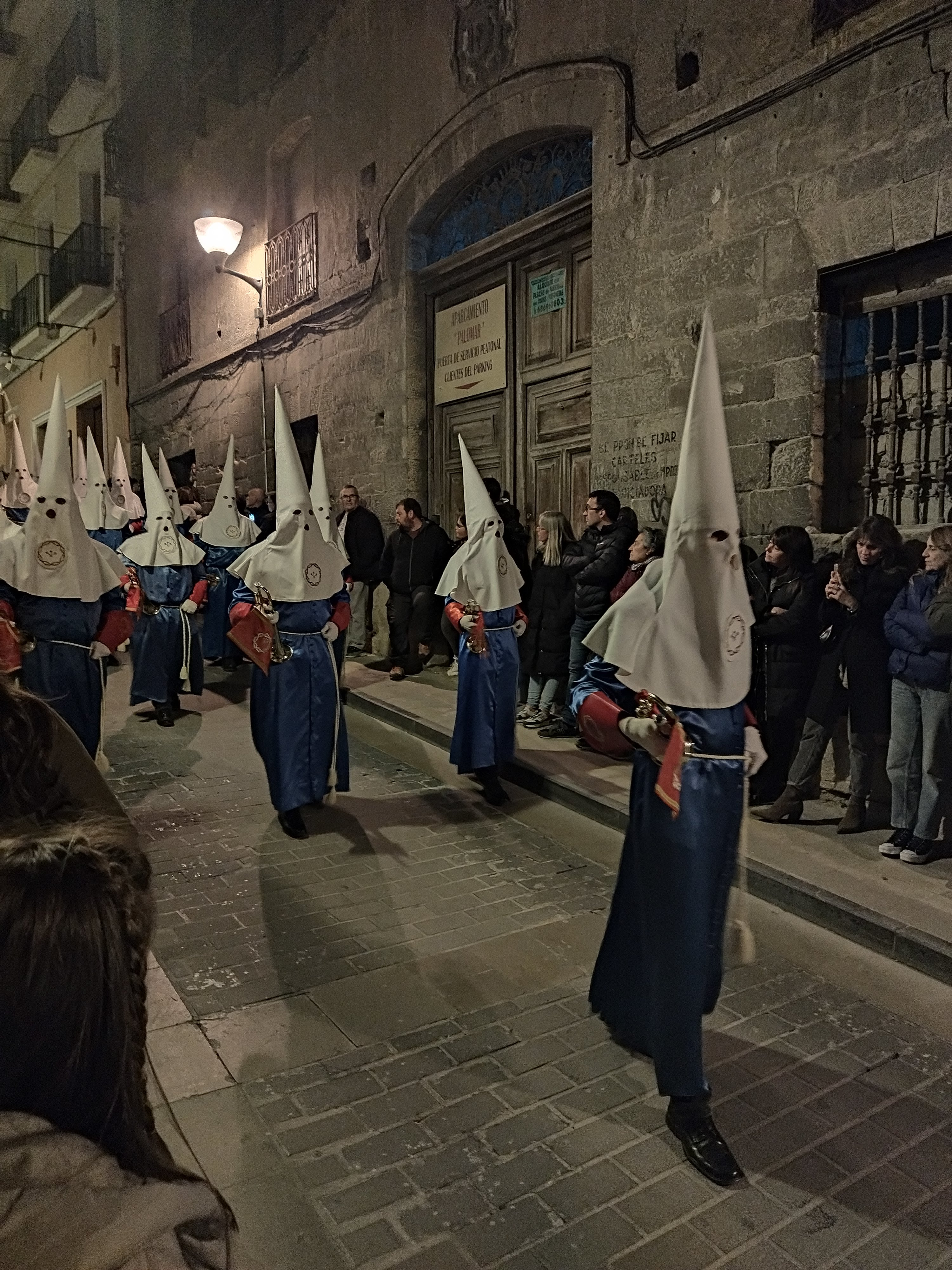
Banda de cornetas de la procesión del «Nazareno» en la Calle Mayor

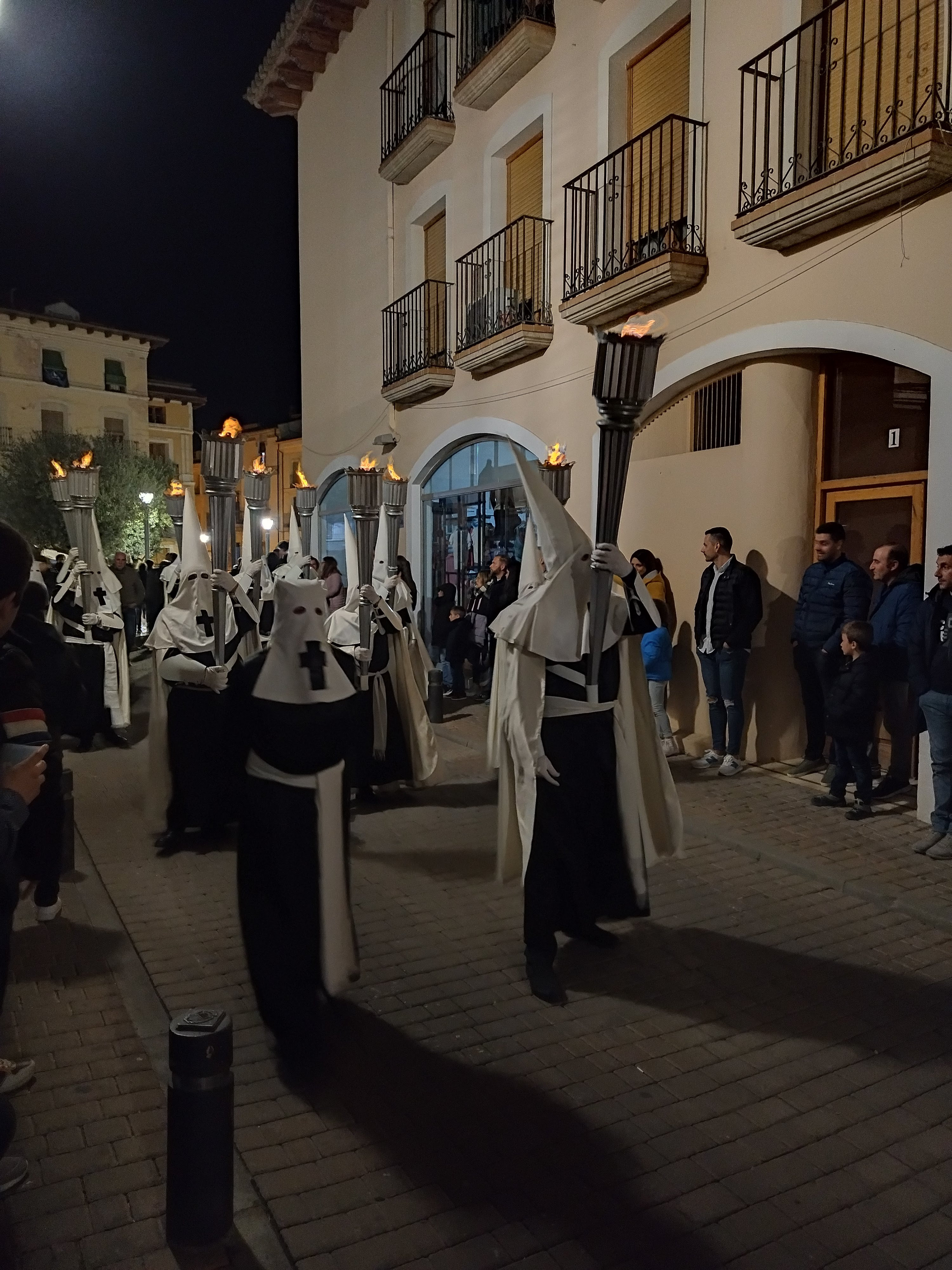
Antorcheros que cierran la procesión del «Silencio» en la Calle Caldereros

- Cofradía del Santo Entierro: Es la más antigua. El 14 de mayo de 1625, se celebró una concordia con el Cabildo, aceptando la hermandad el realizar las funciones del «Pregón», «Descendimiento» y «Santo Entierro».[26] Dicha hermandad fue estatuida canónicamente por el papa Urbano VIII el 1 de noviembre de 1628.[46]

Visten túnicas y tercerol azul celeste, camisa blanca, corbata y zapatos negros, portando un tambor. El tambor consta de una caja de acero inoxidable, los aros de aluminio y los parches de plástico; además tienen bordones y una bordonera para tensarlos. Antiguamente los tambores se construían con caja de madera o lacón, dos parches de piel de cabra, los tensores de cuerda y los aros de madera. El tercerol es una especie de gorro con una larga cola plisada que cae por la espalda confeccionado en raso natural.
- La Hermandad de Jesús Nazareno fue fundada en 1955 por los jóvenes de la «Asociación del Santo Ángel Custodio», como una asociación pública de fieles con personalidad jurídica pública, constituida en la Diócesis de Zaragoza. Ese año salió por primera vez con 49 hermanos y solo una banda de tambores, salen el Miércoles Santo.[37] Abre la procesión con la «cruz morada», la cual sustituye en 1998 a otra similar anterior.[47] Tiene una banda formada por 38 tambores y 38 cornetas.[48] En 2016 se introdujo una banda al inicio de la procesión con 7 tambores y 2 bombos pues no se oía el toque de la banda principal al haber crecido en número. [49]

Es la hermandad aragonesa con mayor número de miembros, 2100 socios.
La vestimenta es túnica azul celeste, capirote blanco, capa roja y cíngulo amarillo, en el capirote llevan el emblema de la hermandad, una corona de espinas y en su interior tres clavos.
- La Hermandad del Silencio fue fundada en 1952, por iniciativa de la «Agrupación Artística La Farándula». La primera salida fueron con 75 hermanos. Se constituye oficialmente como Asociación Cultural al amparo de la Parroquia y de la Cofradía del Santo Entierro el 7 de marzo de 1954. La adquisición del paso de Nuestra Señora de las Lágrimas en 1956 hizo que se cambiase el nombre a Hermandad del Silencio, de Nuestro Padre Jesús Crucificado y de Nuestra Señora de las Lágrimas.[51][38] La banda de tambores, está formada por un tambor solista, 27 tambores de piel y 9 timbales.[52]

La vestimenta es túnica negra, con faja y capirote blancos, en el capirote llevan el emblema de la hermandad, una cruz latina negra.
- La cofradía de las Esclavas de la Santísima Virgen de la Soledad fue fundada en 1925 como Asociación Cultural y Religiosa con origen en las «Camareras de Nuestra Señora de la Soledad», quienes vestían a la Virgen para Viernes Santo. Es la única cofradía alcañizana completada únicamente por mujeres.[14][25]

La vestimenta de sus participantes en el caso de mujeres es un vestido de negro con tocado de peineta y mantilla. Traje negro o túnica negra en el caso de hombres.
- La cofradía de Nuestra Señora del Carmen es una asociación pública de fieles constituida en la Diócesis de Zaragoza que en Semana Santa realiza la procesión de «Las Palometas» junto con el Santo Entierro.[53]

## Imaginería
El paso es un conjunto formado por una plataforma sobre la que hay imágenes evangélicas, la plataforma puede ser portada en hombros o arrastrada sobre ruedas. 
|                                                                           |
| Cristo del Silencio en la procesión del «Silencio» en la Calle Caldereros |

|                                                                          |
| Jesús Nazareno y Jesús atado a la columna de la hermandad del «Nazareno» |

|                                       |
| Piedad de la hermandad del «Silencio» |

|                                                              |
| Virgen de la Soledad de la cofradía «Esclavas de la Soledad» |

|                                                     |
| Cristo yacente de la hermandad del «Santo Entierro» |

Las esculturas existentes antes de la segunda república y la guerra civil se destruyeron por diversas causas,La gran mayoría no eran destacables artísticamente, son conocidas las extraviadas siguientes: tres de la cofradía del Santo Entierro (Jesús atado a la columna, Jesús azotado y el Ecce homo) también la Piedad, y por último dos que sí eran reconocidas como importantes, las de Nuestro Señor en la Cruz y la Virgen de la Soledad cedidas por el peregrino Juan de León a Alonso de Huete, y en 1578 por éste a la colegiata.
Tras la guerra, el gobierno tratará de paliar esta pérdida, para lo que establecerá una serie de medidas que incentive la realización de imaginería mediante concursos y certámenes, lo que provocaría la aparición de nuevas cofradías e imágenes.
La imaginería que actualmente llevada en procesión es la siguiente:
- Entrada de Jesús en Jerusalén, conocida como «La burreta». Salió por primera vez 30 de marzo de 1947 en Domingo de Ramos, en sustitución del que tuvo la ciudad hasta el año 1936. Fue realizado por el taller «Arte Cristiano» de Olot. Pertenece al Santo Entierro. Este paso sale en las procesiones del Domingo de Ramos, Martes Santo y Sábado Santo.[57]
- Nazareno. Salió por primera vez en 1940. Fue realizada a prisa tras la guerra civil por Antonio Panach. Pertenece al Santo Entierro. Sale en Viernes y Sábado Santo.[58]
- Dolorosa. Salió por primera vez en 1941, realizada tras la guerra civil por autor desconocido. Pertenece al Santo Entierro. Sale en Viernes y Sábado Santo.[59]
- Verónica. Salió por primera vez en 1941, realizada tras la guerra civil por autor desconocido. Pertenece al Santo Entierro. Sale en Viernes y Sábado Santo.[60]
- Cristo yacente. Realizada la escultura en 1953 por José Bueno Gimeno y el sepulcro es obra de talleres Navarro. Sale en Viernes y Sábado Santo.[61][3]
- Cristo del Silencio. Realizada en 1955 por José Bueno Gimeno. Pertenece a la hermandad del Silencio. Sale en Jueves Santo.[62][3]
- Nuestra Señora de las Lágrimas. Realizada en 1956 por José Bueno Gimeno. Fue un encargo del Ayuntamiento de Alcañiz para las Esclavas de la Soledad, pero finalmente acabó perteneciendo a la hermandad del Silencio. Sale en Jueves Santo.[51][3][52]
- Jesús Nazareno. Salió por primera vez en 1958. Realizada por Joaquín Larrañaga. En 1960 se le colocaron patas metálicas y se suprimieron unos ángeles que decoraban la imagen. Pertenece a la hermandad de Jesús Nazareno. Sale en la procesión del Miércoles Santo.[63][3][47]
- Virgen de la Soledad. Realizada por Joaquín Larrañaga en 1958. Pertenece a la hermandad de las esclavas de la Soledad. Sale en Viernes Santo.[14]
- Verónica del Nazareno. Salió por primera vez en 1983, realizada en Olot por talleres «Arte Cristiano». Se restauró la cara en 2010 y se renovaron vestimentas en 2016. Pertenece a la hermandad de Jesús Nazareno. Sale en Miércoles Santo.[64][47]
- Jesús atado a la columna. Realizado en 1991 por Francisco Rallo Lahoz. Pertenece a la hermandad de Jesús Nazareno. Sale en Miércoles Santo.[55]
- Piedad de la Hermandad del Silencio. Realizada en 2007 por Pedro Noguera. Sus ojos son de cristal y se le añaden siete lágrimas cristalinas superpuestas en las mejillas. Pertenece a la hermandad del Silencio. Sale en Jueves Santo.[56]

## Principales actos
Algunas procesiones recorren la parte alta, la parte baja de la ciudad o ambas.
|                                |
| Procesión del «Pregón» de 2023 |

|                                                                     |
| Hermanos mayores en la procesión del «Pregón» en la Calle Alejandre |

|                                                                |
| Estandartes de la procesión del «Pregón» en la Calle Alejandre |

|                                                      |
| Procesión del «Santo Entierro» en la Plaza de España |

|                                                    |
| Procesión de «Las Palometas» en la Plaza de España |

### Domingo de Ramos
- 11:30 h. Bendición de Ramos. Procesión de «La burreta». Recorre Plaza de España-Calle Blasco-Calle Alejandre.

### Lunes Santo
- 20:30 h. Pregón de la Semana Santa.

### Martes Santo
- 20:00 h. Procesión del «Vía Crucis» o «El Encuentro». Cofradía Santo Entierro. Parte alta o baja de la ciudad.

### Miércoles Santo
- 22:30 h. Procesión de «Jesús Nazareno». Hermandad de Jesús Nazareno. Parte alta o baja de la ciudad.

### Jueves Santo
- 22:30 h. Procesión del «Silencio». Hermandad del Silencio y Nuestra Señora de las Lágrimas. Parte alta o baja de la ciudad.

### Viernes Santo
- 13:00 h. Procesión del «Pregón». Cofradía del Santo Entierro. Parte baja y alta de la ciudad. Al finalizar, «Acto del Pregón». Plaza de España.

La procesión del Viernes Santo es seguramente la más importante de Alcañiz.
A lo largo de los años ha ido variando el número de tamborileros que han salido en la procesión, en 1859 más de 800, en el año 1873, con motivo de la tercera guerra carlista, aumentó considerablemente el número de vecinos y salieron a la procesión 1240 personas, en cambio en 1896, debido al alistamiento por la guerra de independencia cubana y la revolución de Filipinas, unas 715. En 1968 unos 1000, y en 2023 se estima el número en 4000.
- 18:45 h. «Custodia del Sepulcro» a cargo de la guardia romana (Iglesia Santa María).
- 20:00 h. Procesión de la «Soledad». Cofradía de las Esclavas de la Soledad. Parte alta o baja de la ciudad. Al finalizar la procesión comienza la noche de tambores.

### Sábado Santo
- 16:00 h. Procesión del «Santo Entierro». Cofradía del Santo Entierro. Parte baja y alta de la ciudad.
- 20:00 h. «Cese del toque» del tambor.

### Domingo de Pascua
- 12:30 h. Procesión de «Las Palometas» con las Cofradías del Santo Entierro y de la Virgen del Carmen. Plaza de España.